# Aleksandr Grebenyuk
Aleksandr Grebenyuk (né le 2 mai 1951) est un athlète représentant l'Union soviétique spécialiste du décathlon. 

## Palmarès

### Championnats d'Europe d'athlétisme
- Championnats d'Europe d'athlétisme 1978 à Prague,  Tchécoslovaquie
  -  Médaille d'or du décathlon